# Розвідка на основі відкритих джерел
Розвідка на основі відкритих джерел (англ. Open source intelligence, OSINT) — концепція, методологія й технологія добування та використання військової, політичної, економічної та іншої інформації з відкритих джерел, без порушення законів. Використовується для ухвалення рішень у сфері національної оборони та безпеки, розслідувань тощо.
Охоплює пошук інформації, її реєстрацію, облік та аналіз, аналітико-синтетичну переробку первинної інформації, зберігання й розповсюдження інформації, забезпечення безпеки інформації та презентацію результатів досліджень. Первинна інформація з відкритих джерел після її аналітико-синтетичної переробки може стати цінними знаннями, які після цього можуть стати секретними — якщо не належать до категорії інформації, яка не може бути державною таємницею.

## Огляд
Інформація щодо OSINT у НАТО найдетальніше викладена у збірниках «NATO Open Source Intelligence Handbook» (2006—2017) та «NATO Open Source Intelligence Reader» (2006—2017), який, згідно з передмовою, надає вичерпну інформацію та різноманітні погляди на OSINT — інформація стосується всіх команд НАТО, цільових груп, країн-членів, цивільно-військових комітетів і робочих груп, а також інших організацій, які можуть планувати або брати участь у спільних операціях. Третій збірник у цій групі документів НАТО, «NATO Intelligence Exploitation of the Internet» (2002) застарів, і посилання на нього видалене, хоча він доступний в інтернеті на інших ресурсах.
У розвідувальній спільноті США термін «відкриті джерела» (англ. open sources) вказує на загальнодоступність джерела на відміну від секретних джерел та джерел з обмеженим доступом. За твердженнями аналітика ЦРУ Шермана Кента, висловленими 1947 року, політики отримують із відкритих джерел до 80 % інформації, необхідної їм для ухвалення рішень у мирний час. Згодом колишній керівник РУМО США (1976—1977) генерал-лейтенант Самуель Вілсон зазначав, що «90% розвідданих приходить із відкритих джерел і лише 10 % — завдяки роботі агентури».
2018 року аналітик дирекції науки і технологій ЦРУ Стівен К. Меркадо написав, що відмінності між відкритою інформацією і секретами потребують переосмислення. Відкриті джерела часто рівні або перевершують секретну інформацію при моніторингу та аналізі таких нагальних проблем, як тероризм, розповсюдження зброї та контррозвідка.
OSINT доповнює і перебуває в екосистемі таких видів розвідки як HUMINT (англ. Human Intelligence — агентурна розвідка), SIGINT (англ. Signals intelligence — радіоелектронна розвідка), MASINT (Measurement and signature intelligence з 1986 року у США — вимірювання та розпізнавання фізичних полів, може належати до радіоелектронної розвідки), GEOINT (Geospatial intelligence — геопросторова розвідка), до якої часто зараховують IMINT (Imagery intelligence — видову розвідку, яка спочатку була аеророзвідкою) тощо.
Широке розповсюдження терміну OSINT на пострадянському просторі почалося на основі відомостей про широке використання і ефективність OSINT у США у роки Другої світової війни і після неї у дослідженнях неурядового центру стратегічних досліджень RAND Corporation та підрозділу OSINT ЦРУ США Foreign Broadcast Monitoring Service, FBMS (Інформаційної служби іноземного мовлення).
Для кращого розуміння OSINT & CI можна навести такий приклад з історії їхнього розвитку: 1881 року у Британії Генрі Ромейке домовився з гуртовим продавцем газет Curtice про використання нерозпроданих примірників, у результаті багато громадських діячів того часу регулярно замовляли й отримували вирізки газетних публікацій, в яких згадувалося їхнє ім'я. Так було відкрито у Лондоні перше у світі Бюро газетних вирізок, яке відразу одержало широку популярність.[опосередковано][джерело?]

### Російсько-українська війна

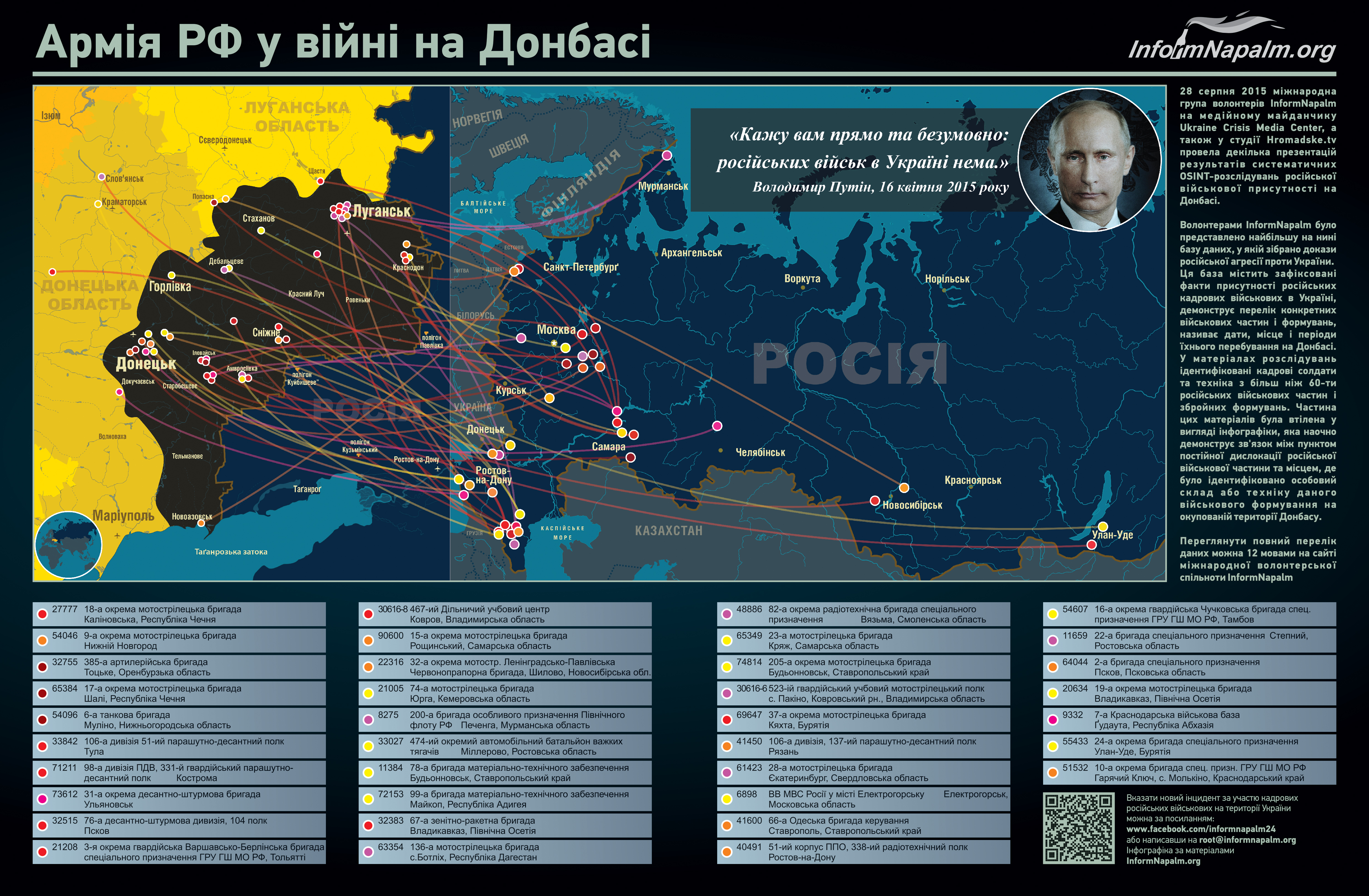
Російські підрозділи вторгнення, встановлені завдяки OSINT-розвідці соцмереж російських військових групою Інформнапалм